# روبیژنه
روبیژنه (به روسی: Рубіжне) شهری در استان لوهانسک در کشور اوکراین واقع شده‌است. جمعیت این شهر ۵۶,۰۶۶ نفر (۲۰۲۱ تخمینی)است.